# Dismissal (Cricket)
In der Sportart Cricket bedeutet Dismissal, dass ein Batter (Schlagmann/-frau) ausgeschieden ist. Dasselbe ist gemeint, wenn vom Verlust eines Wickets die Rede ist.

## Appeal
Der Schiedsrichter, welcher darüber zu entscheiden hat, ob die Bedingungen für ein Dismissal gegeben sind, kann nicht aus eigenem Antrieb eine solche Entscheidung treffen. Er muss vielmehr warten, bis irgendeiner der elf Feldspieler ihn dazu auffordert. Dies nennt man einen Appeal, der immer durch die (laute) Frage How’s that? an den Schiedsrichter gerichtet wird. Der Spieler muss sich nicht auf eine bestimmte Regel beziehen, der Schiedsrichter hat automatisch alle Möglichkeiten zu berücksichtigen, doch ist durch die Spielsituation meist klar, worauf sich die Feldmannschaft bezieht.
Ein Appeal kann solange erfolgen, bis der Bowler zum nächsten Wurf anläuft oder bis der Schiedsrichter mit dem Ruf „Time“ eine Pause oder das Spieltagesende erklärt hat.
Zuständig ist in den meisten Fällen der Schiedsrichter am Bowlerende der Pitch, nur bei Stumped, Hit Wicket und bei Run Out am gegenüberliegenden Pitchende ist der dortige Schiedsrichter zuständig.
Entscheidet der Schiedsrichter auf „Aus“, so hebt er den Zeigefinger, ansonsten ruft er laut „not out“. Oft ist die Situation aber so eindeutig, dass der Batter von sich aus sein Wicket verlässt.
Die Meinung, dass der Batter, ohne auf die Entscheidung des Schiedsrichters zu warten, auf jeden Fall freiwillig das Spielfeld verlassen sollte (to walk), wenn er selbst weiß, dass er aus ist, ist eine unter Cricketspielern umstrittene Ansicht, von den Regeln wird es nicht gefordert. Ein Risiko geht der Batter dabei aber nicht ein, da der Schiedsrichter ihn sofort zurückholen muss, falls er tatsächlich nicht ausgeschieden war.

## Zerstörung des Wickets

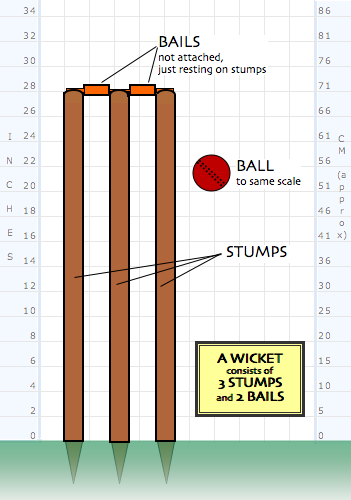
Wicket

Bei vier der zehn möglichen Arten auszuscheiden, spielt das Wicket selbst die Hauptrolle. Dieses muss dabei auf regelgerechte Weise zerstört werden.
Das kann im Falle eines Hit Wicket durch den Batter selbst geschehen, seinen Schläger oder einen Teil seiner Ausrüstung, im Falle eines Bowled durch den Wurf des Bowlers, bei Run Out durch irgendein Mitglied der Feldmannschaft und schließlich bei Stumped durch den Wicket-Keeper.
Die Bedingungen dafür sind in Regel 28 der Laws of Cricket festgelegt:
Das Wicket gilt als zerstört (put down), falls mindestens einer der beiden Querstäbe (bails) vollständig von der Spitze der Stäbe (stumps) entfernt oder ein Stab aus dem Boden geschlagen wird. Die Berührung des Balles mit dem Wicket alleine reicht nicht aus.
Die Feldspieler bzw. der Wicket-Keeper dürfen den Ball auf das Wicket werfen, kicken o. ä. oder das Wicket auch mit der Hand oder dem Arm zerstören, vorausgesetzt der Spieler hält den Ball währenddessen in der entsprechenden Hand.
Er kann einen Stab auch aus dem Boden ziehen, wenn er den Ball hierbei in dieser Hand oder den dabei verwendeten Händen hält.
Wird das Wicket nicht auf regelgerechte Art zerstört, so ist das Spiel aber nicht unterbrochen, die Feldmannschaft kann das Wicket jedoch sofort wieder teilweise oder ganz herrichten, um sich die Möglichkeit einer Zerstörung offen zu halten. Dasselbe gilt auch, wenn das Wicket zwar korrekt zerstört wurde, der Batter dabei aber nicht ausgeschieden ist, etwa weil er rechtzeitig hinter seine Schlaglinie gekommen ist.
Sobald der Ball aber tot, das Spiel also unterbrochen ist, muss der Umpire das Wicket wieder in seinen ursprünglichen Zustand bringen.
Bei sehr starkem Wind können die Schiedsrichter entscheiden, auf die Verwendung der Bails für beide Wickets zu verzichten. Entsprechend den Bedingungen oben gilt das Wicket in diesem Fall als zerstört, wenn es vom Ball oder Striker getroffen wird.

## DerGrounddes Batters

Pitch und Linienmarkierungen, insbesondere die popping creases an den beiden Enden

Bei Run Out und Stumped muss der zuständige Schiedsrichter entscheiden, ob der Batter hinter seiner Schlaglinie (popping crease) in Sicherheit war, als das Wicket zerstört wurde.
Um hinter der Linie zu sein, muss der Batter mit einem Teil seines Körpers oder seinem Schläger, den er im letzteren Fall in der Hand halten muss, hinter der Linie den Boden berühren. Als Linie gilt hierbei die Innenkante der Markierung, auf der weißen Markierung reicht also nicht aus.
Für Run Out ist dabei noch wichtig, welcher der beiden Schlagleute eigentlich ausgeschieden ist. In den meisten Fällen ist dies aufgrund der Spielsituation offensichtlich. Es ist aber zu jedem Zeitpunkt definiert, welcher Batter hinter welche Schlaglinie kommen muss, um in Sicherheit zu sein. Nie kann das dieselbe Linie für beide Schlagleute sein. Es gilt: Wer zuerst oder alleine hinter der Linie ist, ist dort in Sicherheit (der andere Batter gehört dann automatisch an das andere Ende der Pitch); befinden sich beide Schlagleute gerade zwischen den Schlaglinien, ist die jeweils nähere Linie die entscheidende (bei gleicher Höhe gilt noch der unmittelbar zuvor herrschende Zustand).

## Wie ein Batter ausscheiden kann
Ein Dismissal kann auf verschiedene Weise geschehen, die häufigsten sind bowled, caught, leg before wicket (LBW), stumped und run out. Viel seltener kommen hit wicket, handled the ball, hit the ball twice, obstructing the field und timed out vor.
Dem Bowler wird ein Wicket gutgeschrieben, wenn es durch bowled, caught, LBW, stumped oder hit wicket geschieht, da diese als direkte Folge des Wurfes betrachtet werden können. Deshalb kann der Striker bei einem regelwidrigen Wurf (No Ball) auch nur durch run out, handled the ball, hit the ball twice und obstructing the field ausscheiden.
Bei einem Wide sind nur stumped, hit wicket, run out und obstructing the field möglich.

### Regel 2.9(b): Retired
Dies ist eine elfte Ausscheidensart ohne eigene Regel. Verlässt ein Batter das Spielfeld aus anderen Gründen als einer Verletzung, Krankheit oder, vom Schiedsrichter akzeptierten, außergewöhnlichen Umständen, so darf er sein Innings nur mit Zustimmung des gegnerischen Kapitäns wieder aufnehmen, anderenfalls gilt er als ausgeschieden, als Retired – out.
Muss er das Spielfeld aufgrund einer Verletzung usw. verlassen und kehrt er nicht wieder zurück, so kann seine Mannschaft zwar keinen Ersatz für ihn verlangen, aber sein Innings wird als 'Retired – not out' gewertet. Zurückkehren darf er, sobald ein anderer Batter ausscheidet oder das Spielfeld verlässt.
Darstellung auf der Scorecard: <Name des Batters> retired out

### Regel 30: Bowled
Wenn der Wurf der Bowlers das Wicket zerstört (siehe oben) ist der Striker aus. Dies gilt auch, wenn der Striker den Ball auf dem Weg zum Wicket berührt (played on).
Sobald ein Feldspieler den Ball nach dem Wurf berührt, kann der Striker so nicht mehr ausscheiden. Bowled hat immer Vorrang vor anderen Ausscheidensarten.
Darstellung auf der Scorecard: <Name des Batters> b <Name des Bowlers>

### Regel 31: Timed out
Braucht ein neuer Spieler nach dem Ausscheiden des letzten Batter mehr als drei Minuten, um soweit bereit zu sein, dass er am Wicket Aufstellung nehmen oder sein Partner den nächsten Ball empfangen kann, ist er aus. Falls gar kein neuer Batter erscheint, müssen die Schiedsrichter den Vorgang untersuchen und unter Umständen das Spiel der anderen Mannschaft zuerkennen. Beides ist aber zumindest im Test Cricket noch nie vorgekommen.
Darstellung auf der Scorecard: <Name des Batters> timed out

### Regel 32: Caught
Der Striker trifft den Ball mit dem Schläger und ein Feldspieler fängt den Ball, bevor dieser wieder den Boden berührt hat. Fängt der Wicket-Keeper den Ball spricht man von caught behind, wenn der Bowler selbst den Ball fängt von caught and bowled.
Der Catch gilt als fair abgeschlossen, sobald der Feldspieler sowohl die volle Kontrolle über den Ball als auch seine eigenen Bewegungen erlangt hat und er dabei immer im Spielfeld bleibt, während er den Ball berührt. Fängt beispielsweise ein Feldspieler einen hohen Ball, während er selbst auf die Außenlinie tritt, ist der Striker nicht aus, er erhält im Gegenteil sechs Runs für den Boundary gutgeschrieben. Auch darf der den Ball zuerst berührende Feldspieler nicht von außerhalb des Spielfeldes hochgesprungen sein, wenn er keine Bodenberührung hat. Ein Catch ist auch nicht mehr möglich, sobald der Ball einen von einem Feldspieler getragenen Helm berührt hat.
Manchmal erlaufen die Schlagleute bei einem hohen Schlag einen Run, bevor ein Feldspieler den Ball regelgerecht gefangen hat. Dieser Run wird nicht gewertet, der nicht ausgeschiedene Batter bleibt aber inkonsequenterweise an dem Pitchende, an dem er dann gerade steht. Dasselbe gilt, wenn ein Catch durch eine Behinderung nach Regel 37 unten verhindert wurde. Dieses Wechseln der Pitchenden gilt sogar schon, sobald die beiden Batter aneinander vorbeigelaufen sind.
Abgesehen von Bowled hat ein Catch immer Vorrang vor anderen Ausscheidensarten.
Darstellung auf der Scorecard: <Name des Batters> c <Name des Fängers> b <Name des Bowlers> oder <Name des Batters> c & b <Name des Bowlers>

### Regel 33: Handled the ball
Berührt der Striker absichtlich den Ball mit der Hand, bevor die eigentliche Schlagsituation abgeschlossen ist, so ist er aus. Ein typischer Fall ist das Wegschlagen des Balles in einem Reflex, das eigene Wicket zu schützen. Handled the ball ist im Test Cricket erst siebenmal vorgekommen.
Darstellung auf der Scorecard: <Name des Batters> handled the ball

### Regel 34: Hit the ball twice
Der Striker darf den Ball nicht absichtlich ein zweites Mal schlagen. Als „Schlag“ (nur im Sinne dieser Regel) gilt auch jede Körperberührung des Balles, außer durch die Hand, und natürlich auch eine Berührung mit dem Schläger. Eine Ausnahme ist dem Striker aber gestattet, er darf sein Wicket mit einem zweiten Schlag schützen, muss also nicht tatenlos zusehen, wenn beispielsweise nach der ersten Schlägerberührung der Ball gefährlich auf sein Wicket zurollt.
Ein Catch nach Regel 32 oben ist nicht mehr möglich, wenn der Ball zwischen den beiden „Schlägen“ den Boden berührt hat. Erfolgt ein zweiter Schlag, um der Feldmannschaft den Ball zurückzugeben, scheidet er zwar nicht nach dieser Regel aus, aber nach Regel 37 unten, dasselbe gilt, wenn er selbst mit einem erlaubten zweiten Schlag einen Catch verhindert.
Auch Hit the ball twice ist im Test Cricket bisher nicht vorgekommen.
Darstellung auf der Scorecard: <Name des Batters> hit the ball twice

### Regel 35: Hit wicket
Der Striker ist aus, wenn er selbst, wie oben erklärt, sein eigenes Wicket zerstört. Dies gilt von dem Moment an, in dem der Bowler seinen eigentlichen Wurfvorgang begonnen und bis er selbst den Schlagvorgang beendet hat, und auch noch, wenn er unmittelbar nach der Schlagmöglichkeit zu seinem ersten Run startet.
Zerstört er aber sein Wicket, während er beispielsweise wegen eines möglichen Run Out so schnell wie möglich hinter seine Schlaglinie zu kommen versucht, oder weil er einem aus dem Feld geworfenen Ball ausweichen will, ist er nicht aus. Das eigene Leben zu retten ist also ohne Strafe erlaubt.
Darstellung auf der Scorecard: <Name des Batters> hit wicket b <Name des Bowlers>

### Regel 36: Leg before wicket (LBW)
Der Striker muss sein Wicket mit dem Schläger gegen den Ball verteidigen. Verhindert er aber mit seinem Körper, nicht unbedingt seinen Beinen und auch nicht unbedingt absichtlich, dass der Ball das Wicket trifft, so ist zumindest eine Bedingung für LBW erfüllt.
Damit der Schiedsrichter auf LBW entscheiden kann, darf der Ball aber nicht auf der Leg-Side, also der Spielfeldhälfte im Rücken des Strikers, aufgekommen sein, der erste und damit entscheidende Körpertreffer muss vor jeder Schlägerberührung erfolgt sein und dieser Auftreffpunkt muss auf einer Linie zwischen den Wickets gelegen haben. Zur letztgenannten Bedingung gibt es allerdings eine Ausnahme, wenn der Striker keinen ernsthaften Versuch unternommen hat, den Ball zu spielen, darf sich der Auftreffpunkt auch auf der Off-Side befunden haben.
Darstellung auf der Scorecard: <Name des Batters> lbw b <Name des Bowlers>

### Regel 37: Obstructing the field
Ein Batter ist aus, falls er absichtlich durch Wort oder Tat ein Mitglied der Feldmannschaft behindert oder ablenkt. Darunter fällt auch die absichtliche Berührung des Balles, z. B. mit der Hand, nachdem die eigentliche Schlagsituation abgeschlossen ist und ohne dass ein Feldspieler dies ausdrücklich erlaubt hat. Wird durch eine Behinderung ein Catch verhindert, so ist in jedem Fall der Striker aus.
In der 130-jährigen Geschichte des Test Cricket ist so ein Out erst einmal vorgekommen, als der berühmte englische Batter Len Hutton 1951 gegen Südafrika auf dem Londoner Oval einen Catch verhinderte, während er den Ball von seinem eigenen Wicket wegschlagen wollte.
Darstellung auf der Scorecard: <Name des Batters> obstructing the field

### Regel 38: Run out
Wenn, wie oben erklärt, ein Batter nicht rechtzeitig hinter seine Schlaglinie kommt, während die Feldmannschaft mit Hilfe des Balles sein Wicket zerstört, ist er run out. Entscheidend ist dabei nicht, ob der Batter versucht hat, einen Run zu erlaufen, sondern nur die Tatsache, dass er nicht hinter der Linie ist.
Ein Batter darf allerdings seinen sicheren Ground hinter der Linie verlassen, um eine Verletzung zu vermeiden, ohne dabei ein Ausscheiden zu riskieren. Wenn der Ball direkt von einem von einem Feldspieler getragenen Helm auf das Wicket fliegt, ist der Batter auch nicht aus.
Manchmal kommt es vor, dass der Striker den Ball auf gerader Linie zurückschlägt und dabei unabsichtlich das Wicket am anderen Pitchende trifft, während sein Partner, der Non-Striker, dort schon vor der Linie (Popping Crease) ist. Solange der Ball auf dem Weg dorthin keinen Feldspieler berührt, typischerweise den Bowler, hat dies keine Konsequenzen, und das Spiel wird dadurch auch nicht unterbrochen. Wenn doch ist der Non-Striker jedoch aus.
Eine etwas weniger unglückliche Art auszuscheiden besteht für den Non-Striker darin, dass der Bowler während seines Anlaufs, aber noch vor seinem Wurf, das Wicket an seinem Ende zerstört, wenn er erkennt, dass der Non-Striker sich schon vor der Linie befindet. Letzteres ist dem Batter erlaubt, auch wenn er sich dabei einen Vorteil zum Erreichen des anderen Pitchendes verschafft. Es ist zwar meist üblich, dass der Bowler in so einem Fall den Batter vorher warnt, aber verpflichtet ist er dazu nicht. Ein berühmter Vorfall eines solchen Run-Outs ereignete sich 1947 in einem Test Match zwischen Australien und Indien in Sydney durch den indischen Bowler Vinoo Mankad. Seitdem wird unter Cricketspielern diese Art des Ausscheidens ironisch als to mankad bezeichnet. Im Gegensatz zu damals allerdings ist dem Bowler ein solches Run Out heute nicht mehr gestattet, sobald er seinen abschließenden Wurfschwung begonnen hat.
Haben die Schlagleute vor dem Run Out schon Runs aus diesem Ball erlaufen, so bleiben diese Punkte erhalten. Für die einzige Ausnahme zu dieser Regel, siehe Runner.
Darstellung auf der Scorecard: <Name des Batters> run out oder (inoffiziell) <Name des Batters> run out (<Namen der beteiligten Feldspieler>)

### Regel 39: Stumped
Dieses Out hat etwas von einem verschärften Run Out und wäre als eigener „Straftatbestand“ eigentlich gar nicht notwendig.
Der Striker muss sich, während er den Ball empfängt, vor seiner Linie befinden, ohne einen Run zu versuchen, der Ball darf kein No Ball sein, und der Wicket-Keeper muss alleine, ohne die Hilfe eines Mannschaftskollegen, das Wicket zerstören. Ist nur eine dieser Bedingungen nicht erfüllt, so ist es zwar kein Stumped mehr, aber fast immer noch ein Run Out, was auch kein Trost für den Batter ist.
Ein statistisch wesentlicher Unterschied ist allerdings, dass das Stumped dem Bowler gutgeschrieben wird, das Run Out nicht.
Ist jedoch die Tatsache, dass der Ball ein No Ball war, der einzige Grund dafür, dass kein Stumped vorliegt, so ist der Striker auch nicht Run Out, obwohl eigentlich die Bedingungen dafür erfüllt wären. Denn der Striker wäre ansonsten bei einem regelwidrigen Wurf nicht vor einem Stumped geschützt, das letzten Endes dann nur unter einem anderen Namen laufen würde.
Darstellung auf der Scorecard: <Name des Batters> st <Name des Wicket-Keepers> b <Name des Bowlers>